# Gaston (Indiana)
Gaston es un pueblo situado en el condado de Delaware, Indiana, Estados Unidos. Tiene una población estimada, a mediados de 2022, de 800 habitantes.

## Geografía
La localidad está ubicada en las coordenadas 40°18′50″N 85°30′04″O / 40.31389, -85.50111 (40.314005, −85.501005). Según la Oficina del Censo, tiene una superficie de 0.94 km², correspondientes en su totalidad a tierra firme.

## Demografía
Según el censo de 2020, en ese momento había 796 personas residiendo en la localidad. La densidad de población era de 846.81 hab./km². El 93.09 % de los habitantes eran blancos, el 0.38 % eran afroamericanos, el 0.25% eran amerindios, el 0.25 % eran asiáticos, el 0.75 % eran de otras razas y el 5.28 % eran de una mezcla de razas. Del total de la población, el 3.27 % eran hispanos o latinos de cualquier raza.